# Mala hidroelektrana Finvest
Mala hidroelektrana Finvest je mala hidroelektrana smještena na rijeci Čabranki, u Gorskom kotaru, uz samu granicu sa Slovenijom. Kompleks koji je izgradila čabranska tvrtka Finvest, obuhvaća malu hidroelektranu Finvest I (nazivne snage 1,26 MW) i mikro hidroelektranu Finvest II (nazivne snage 0,03 MW). Obje elektrane priključene su na sustav Hrvatske elektroprivrede te dio dobivene snage šalju u njihovu mrežu za opskrbu električnom energijom.

## Karakteristike
Malu hidroelektranu Finvest I izgradio je 1991. godine Finvest d.o.o., tvrtka u vlasništvu Marijana Filipovića. Postrojenje se sastoji od četiri cink turbine koje mehaničku snagu dobivenu iz rijeke predaju četirima asinkronim generatorima nazivne snage 315 kW te učinkovitosti 82 %. Brzina nastrujavanja vode na turbine iznosi 3,5 m/s. Godišnji prosjek proizvedene električne energije u maloj hidroelektrani Finvest I iznosi 3600 MWh. Proizvedena se energija šalje u mrežu od 20 kV na koju je postrojenje spojeno. Zanimljivo je da, za razliku od nekih drugih malih hidroelektrana (npr. Mala hidroelektrana Roški slap), Finvest ima stalnu posadu, tj. grupa ljudi brine o njenom funkcioniranju tokom cijele godine.

## Vanjske poveznice
- Energetika-net  Arhivirana inačica izvorne stranice od 22. prosinca 2015. (Wayback Machine)
- Fakultet strojarstva i brodogradnje u Zagrebu, Enerpedia  Arhivirana inačica izvorne stranice od 12. prosinca 2015. (Wayback Machine)
- Energetski institut Hrvoje Požar